# Carling Knockout Cup 2024
La Carling Knockout Cup 2024 è stata la 40ª edizione della coppa di lega sudafricana di calcio, la 2ª sponsorizzata da Carling. La competizione è iniziata il 18 ottobre 2024 ed è terminata il 23 novembre successivo.
La squadra campione in carica è lo Stellenbosch, che si è affermata campione ai tiri di rigore contro il TS Galaxy. A vincere questa volta invece è stato il Magesi, nella loro stagione di esordio nella competizione.

## Formato
È una competizione a eliminazione diretta, con partite singole, senza andata e ritorno. In caso di pareggio si disputano i tempi supplementari e, se sussiste la parità, si passa ai tiri di rigore.
I sorteggi sono stati effettuati l'8 ottobre 2024.

## Squadre partecipanti
| Squadra           | Città          | Stadio                            |
| ----------------- | -------------- | --------------------------------- |
| AmaZulu           | Durban         | Moses Mabhida Stadium             |
| Cape Town City    | Città del Capo | Cape Town Stadium                 |
| Chippa United     | Port Elizabeth | Nelson Mandela Bay Stadium        |
| Golden Arrows     | Durban         | Sugar Ray Xulu Stadium            |
| Kaizer Chiefs     | Johannesburg   | Soccer City Stadium               |
| Magesi            | Limpopo        | Old Peter Mokaba Stadium          |
| M. Sundowns       | Pretoria       | Stadio Loftus Versfeld            |
| Marumo Gallants   | Limpopo        | Peter Mokaba Stadium              |
| Orlando Pirates   | Johannesburg   | Orlando Stadium                   |
| Polokwane City    | Polokwane      | Old Peter Mokaba Stadium          |
| Richards Bay      | Richards Bay   | Stadio Richards Bay               |
| Royal AM          | Chatsworth     | Stadio Chatsworth                 |
| Sekhukhune United | Polokwane      | Peter Mokaba Stadium              |
| Stellenbosch      | Stellenbosch   | Stadio Danie Craven               |
| SuperSport Utd    | Pretoria       | Lucas Masterpieces Moripe Stadium |
| TS Galaxy         | Mbombela       | Mbombela Stadium                  |

## Partite

### Ottavi di finale (primo turno)
| Squadra 1       | Risultato | Squadra 2         |
| --------------- | --------- | ----------------- |
| 18 ottobre 2024 |           |                   |
| AmaZulu         | 1 - 2     | Stellenbosch      |
| 19 ottobre 2024 |           |                   |
| SuperSport Utd  | 0 - 4     | Kaizer Chiefs     |
| Polokwane City  | 2 - 3     | Marumo Gallants   |
| Cape Town City  | 3 - 0     | Royal AM          |
| Orlando Pirates | 2 - 3     | Magesi            |
| M. Sundowns     | 5 - 0     | Golden Arrows     |
| 20 ottobre 2024 |           |                   |
| TS Galaxy       | 1 - 0     | Chippa United     |
| Richards Bay    | 1 - 0     | Sekhukhune United |

### Quarti di finale
| Squadra 1       | Risultato       | Squadra 2      |
| --------------- | --------------- | -------------- |
| 2 novembre 2024 |                 |                |
| Richards Bay    | 0 - 0 (5-4 dtr) | Cape Town City |
| Kaizer Chiefs   | 0 - 4           | M. Sundowns    |
| 3 novembre 2024 |                 |                |
| Marumo Gallants | 1 - 0           | Stellenbosch   |
| TS Galaxy       | 0 - 1           | Magesi         |

### Semifinali
| Squadra 1        | Risultato | Squadra 2   |
| ---------------- | --------- | ----------- |
| 9 novembre 2024  |           |             |
| Richards Bay     | 0 - 1     | Magesi      |
| 10 novembre 2024 |           |             |
| Marumo Gallants  | 0 - 2     | M. Sundowns |

### Finale
| Squadra 1 | Risultato | Squadra 2   |
| --------- | --------- | ----------- |
| Magesi    | 2 - 1     | M. Sundowns |